# Идеалната непозната
„Идеалната непозната“ (на английски: Perfect Stranger) е американски нео-ноар психологически трилър от 2007 г., режисиран от Джеймс Фоли, с участието на Хали Бери и Брус Уилис в първия им съвместен филм след „Последният бойскаут“ (1991). Филмът е продуциран от „Революшън Студиос“ за „Колумбия Пикчърс“.

## Сюжет
Под псевдонима Дейвид Шейн репортерката Роуена Прайс (Хали Бери) разследва секс скандал, в който е замесен сенатор, заедно със своя изследовател Майлс Хейли (Джовани Рибизи). Историята обаче е прекратена, когато източникът им замълчава, а редакторът на Роуена, привърженик на сенатора, слага край на материала.
Докато се прибира вкъщи, Роуена среща приятелката си от детството Грейс Клейтън (Ники Айкокс), която иска да ѝ помогне да свали Харисън Хил (Брус Уилис) – богат рекламен директор. Грейс дава на Роуена електронните си писма като доказателство за извънбрачната им връзка, която Хил наскоро е прекратил.
Няколко дни по-късно Грейс е намерена мъртва, удавена и отровена с беладона, което кара Роуена да заподозре Хил. С помощта на Майлс Роуена влиза под прикритие като временна служителка в рекламната компания на Харисън – Х2А. Докато подготвя подаръчни торбички за представянето на колекцията на Виктория'с Сикрет, тя се запознава с колежката си Джина (Клеа Люис), която разкрива, че Хил е богат благодарение на съпругата си Миа (Пола Миранда) и ако го напусне, ще остане без пукнат грош, което го кара да бъде по-прикрит в аферите си. Роуена флиртува с Хил както онлайн, така и на живо, но не осъзнава, че онлайн Хил всъщност е Майлс, който тайно е влюбен в нея. Една вечер Хил хваща Роуена да шпионира, мисли, че тя е корпоративен шпионин, и я уволнява.
В апартамента на Майлс, преди да се изправи срещу него, Роуена открива светилище, посветено на нея, и явни снимки на Майлс и Грейс. Майлс се защитава, като предоставя доказателства, че Хил е имал достъп до беладона за отравяне. Роуена отива в полицията и Хил е арестуван за убийството на Грейс.
След като Хил е осъден, Майлс посещава Роуена и разкрива, че знае, че тя е действителният убиец и е използвала разследването, за да натопи Хил. След това Роуена се връща към спомен за опита на баща ѝ да я насили, а майка ѝ впоследствие го удря смъртоносно с пръчка. По-младата Грейс наблюдава от прозореца си как погребват тялото; оттогава Грейс изнудва Роуена с тази информация. Майлс продължава да описва как Роуена е замислила убийството, за да прекрати изнудването на Грейс, и приписва престъплението на Хил. Майлс пита как възнамерява да го накара да мълчи, но Роуена го пробожда смъртоносно с нож и претърсва кухнята. След това тя се обажда в полицията, като твърди, че е била нападната от Майлс и че той може би е истинският убиец. Докато Роуена чака полицията, от съседния прозорец наднича мъж, който е станал свидетел на събитията.

## Актьорски състав
- Хали Бери – Роуена Прайс
- Брус Уилис – Харисън Хил
- Джовани Рибизи – Майлс Хатли
- Флоренсия Лозано – Лейтенант Керън Теяда
- Джейсън Антун – Бил Пател
- Пати Де Арбанвил – Есмералда
- Джейн Брадбъри – Тони
- Джаред Бърк – Кенет Фелпс
- Гари Дурдан – Камерън
- Клеа Люис – Джина
- Даниела Ван Грас – Джоузи
- Тамара Фелдман – Бетани
- Дердре Лорънз – Вероника
- Ники Айкокс – Грейс Клейтън
- Пола Миранда – Миа Хил
- Лорън Потър – Клиентка #1
- Ема Хеминг – Дона
- Джери Бекър – Джон Киршенбаум

## Производство

### Снимки
Някои от сцените са заснети във фоайето на новия 7 Световен търговски център преди откриването му на 23 май 2006 г.

## Издаване

### Маркетинг
Героините на Грейс, Джоузи и госпожа Хил имат блогове от септември или октомври 2006 г. с видеоклипове в Ютюб, в които съответните актриси в образа си говорят текста на записа с малки промени. Това беше сравнително нова форма на маркетинг, подобна на игра с алтернативна реалност.

### Издания на дискове
„Идеалната непозната“ е издаден на 21 август 2007 г. на дивиди и Блу-рей.
Филмът е преиздаден на Блу-рей на 4 април 2017 г. от Мил Крийк Ентъртейнмънт. Включен е в пакет 3 с филмите Прями глави (2007 г.) и Вятърна прохлада (2007 г.), като последните два филма дебютират на Блу-рей в САЩ.

## Мнение на публиката

### Критиците
Идеалната непозната има рейтинг на одобрение от 10% в Rotten Tomatoes, базиран на 142 ревюта, със средна оценка от 3,5/10. Консенсусът на критиците в сайта гласи: "Въпреки присъствието на Хали Бери и Брус Уилис, „Идеалната непозната“ е твърде объркващ, и разполага с обрат в края, който е дразнещ и излишен. Това е техно-трилър без тръпка. "В Метакритик филмът има обобщена оценка 31 от 100 въз основа на 31 критици, което означава „Общо взето неблагоприятни отзиви“. Публиката, анкетирана от СинемаСкоър, дава на филма средна оценка „4+“ по скалата от 6+ до 2.
Питър Травърс от Ролинг Стоун казва: "Фоли води битка, която губи с „Идеалната непозната“ – тъп, глупав и непростимо остарял трилър, лишен от тръпка и каквото и да е съвършенство, с изключение на гениалното продуктово позициониране" ... „това е технотрилър, който третира вече клишираната тема за злоупотребата в мрежата с идиотско чувство за откривателство“.

## Български дублажи
| Преводач            | Соня Иванова                                                                                     |
| Тонрежисьор         | Иван Малинков                                                                                    |
| Режисьор на дублажа | Албена Павлова                                                                                   |
| Озвучаващи артисти  | Гергана Стоянова Христина Ибришимова Силвия Русинова Пламен Манасиев Петър Върбанов Даниел Цочев |

| Преводач            | Ирина Ценкова                                                                                |
| Тонрежисьор         | Димитър Кукушев                                                                              |
| Режисьор на дублажа | Димитър Кръстев                                                                              |
| Озвучаващи артисти  | Христина Ибришимова Даниела Йорданова Симеон Владов Димитър Иванчев Стефан Сърчаджиев – Съра |